# Krystyna Ruchniewicz-Misiak
Krystyna Ruchniewicz-Misiak (ur. 12 maja 1942 w Bydgoszczy) – polska działaczka opozycji w PRL.

## Kariera
Krystyna Ruchniewicz ukończyła Technikum Mechaniczno-Elektryczne w Gdańsku w 1976.
Pomiędzy 1958 a 1966 rokiem pracowała jako magazynier i zaopatrzeniowiec w Wydziale Oświaty w Sopocie, a w latach 1966–1968 w internacie Technikum Przemysłu Spożywczego w Gdańsku. Mieszkając nadal w Gdańsku, od 1970 do 1974 była pracowniczką administracyjną w Technikum Mechaniczno-Elektrycznym, a pomiędzy 1975 a 1979 rokiem księgową w Miejskim Zespole Ekonomiczno-Administracyjnym Szkół. W 1979–1980 pełniła funkcję zastępczyni kierownika działu administracyjnego w Wojewódzkiej Pralniczej Spółdzielni Pracy Śnieżka. Między lutym 1980 a 1 stycznia 1982 była główną księgową w gdańskim Pałacu Młodzieży.
Po wyjeździe z Polski w 1981 już pozostała na emigracji. Od lutego 1982 do marca 1983 pracowała jako działaczka Światowej Konfederacji Pracy w Brukseli, a od 1 lipca 1982 jako pracowniczka Biura Koordynacyjnego „Solidarności” w Brukseli, gdzie była odpowiedzialna za sprawy finansowe. 31 grudnia 1982 została zwolniona z pracy przez kierownika biura Jerzego Milewskiego. jednak miejscowe związki zawodowe zakwestionowały tryb podjęcia decyzji jako niezgodny z prawem pracy w Belgii. Po odejściu ze stanowiska wyjechała do Australii, gdzie do dzisiaj mieszka na dzielnicy Bellevue Heights w Adelaide.

## Działania opozycyjne
Od września 1980 Ruchniewicz działała w „Solidarności”, najpierw jako członkini Komitetu Założycielskiego Nauczycieli i Pracowników Oświaty i Wychowania przy MKZ Gdańsk, a następnie w listopadzie jako członkini KS podczas strajku pracowników oświaty i wychowania w Urzędzie Wojewódzkim w Gdańsku. Od jesieni 1980 była wiceprzewodniczącą Regionalnej Sekcji Oświaty i Wychowania „Solidarności” oraz uczestniczyła w negocjacjach Krajowej Sekcji z przedstawicielami Ministerstwa Oświaty i Wychowania. W lipcu 1981 była delegatką na I Wojewódzkim Zjeździe Delegatów Regionu Gdańskiego, następnie przewodniczącą Regionalnej Komisji Rewizyjnej. We wrześniu i październiku była delegatką na I Krajowym Zjeździe Delegatów, po czym została członkiem Krajowej Komisji Rewizyjnej. Od 13 grudnia 1981 przebywała z delegacją „Solidarności” we Francji, skąd już nie powróciła do Polski.